# ريموند غوزه
ريموند غوزه (بالإسبانية: Raymond Gausse) مواليد 4 فبراير 1961 في ممفيس، هو لاعب كرة سلة بورتوريكي معتزل. يبلغ طوله 6 قدم 4 بوصة (1.9 م). مثّل منتخب بلاده. شارك في دورة الألعاب الأولمبية الصيفية سنة 1988. حقق المركز الأول في دورة الألعاب الأمريكية 1991.

## سجل المنافسة
شارك في المنافسات التالية:
- الألعاب الأولمبية الصيفية 1988
- الألعاب الأولمبية الصيفية 1992

## الميداليات
| الميدالية | المسابقة                             |
| --------- | ------------------------------------ |
| ذهبية     | دورة الألعاب الأمريكية 1991          |
| فضية      | بطولة أمم الأمريكتين لكرة السلة 1988 |
| ذهبية     | بطولة أمم الأمريكتين لكرة السلة 1989 |

## روابط خارجية
- ريموند غوزه على موقع الاتحاد الدولي لكرة السلة (الإنجليزية)
- ريموند غوزه على موقع كلية كرة السلة في سبورتس رفرنس.كوم (الإنجليزية)
- ريموند غوزه على موقع ريلجم (الإنجليزية)
- ريموند غوزه على موقع بروبوليرز (الإنجليزية)
- ريموند غوزه على موقع سبورتس رفرنس (الإنجليزية)
- ريموند غوزه على موقع أوليمبيديا (الإنجليزية)